# Chiesa di San Francesco d'Assisi (Riva del Po)
La chiesa di San Francesco d'Assisi è la parrocchiale di Serravalle, appartenente al comune di Riva del Po, in provincia di Ferrara. La sua costruzione risale al XVI secolo.

## Storia
Il conte Alessandro Pasqualetto Giglioli fece edificare a Serravalle il primo edificio di culto, alla fine del XVI secolo, e lo volle dedicare a San Francesco d'Assisi.
In quel primo periodo rientrò nelle competenze della diocesi di Adria, come sussidiaria della parrocchiale di Ariano Polesine.
Venne elevata al rango di abbazia nel 1639 dopo richiesta dei Giglioli e disposizione di papa Urbano VIII.
Nel 1818 dalla diocesi di Adria entrò a far parte dell'arcidiocesi di Ravenna.
Nel 1863 la chiesa venne dichiarata in uno stato pessimo e si decise per il suo abbattimento e la successiva riedificazione, sullo stesso sito.
Tra il 1869 ed il 1870 vennero demoliti la chiesa primitiva col relativo campanile e si iniziò subito l'opera di ricostruzione. Intervennero economicamente ancora i conti Giglioli ed il comune di Copparo e in breve il nuovo edificio fu pronto, con la sua nuova torre campanaria.
Nel 1872 una rotta del Po provocò ingenti danni. Il territorio rimase allagato per vari mesi e le strutture murarie dell'edificio ne risultarono compromesse. Fu necessaria un'opera di ristrutturazione che si concluse nel 1891.
Nel primo dopoguerra venne realizzato un importante intervento di restauro che comprese anche un ampliamento della navata. 
Nel 1927 venne completamente rivisto il prospetto che assunse un aspetto neoromanico e circa sei anni dopo vennero decorati gli interni.
Nella seconda metà del XX secolo ripresero gli interventi sull'edificio con restauri conservativi che interessarono gli intonaci, la copertura della sala e la pavimentazione del presbiterio. 
Venne rifatto l'altar maggiore e fu restaurata la torre campanaria.
Gli ultimi lavori, tra il 1978 e il 1982, hanno riguardato la copertura del tetto, la copertura della navata e la facciata.
Il territorio dove sorge la chiesa è stato descritto da Riccardo Bacchelli nel suo lavoro più noto, Il mulino del Po.